# Abu Azrael
Abu Azrael (àrab: أبو عزرائيل)  (Bagdad, 25 d'abril de 1978) nom de guerra d'Ayyub Faleh al-Rubaie, i també conegut com l'Àngel de la mort, és un comandant de les Falanges de l'imam Alí o Katàïb al-Imam Alí, una milícia xiïta iraquiana que forma part de les Forces Populars de Mobilització que lluiten contra l'Estat Islàmic (ISIS) a l'Iraq. Ha esdevingut una icona de la resistència contra l'ISIS a l'Iraq, amb seguiment a les xarxes socials. Anteriorment va formar part de les milícies l'Exèrcit del Mahdí, de Muqtada al-Sadr.

## Biografia
Abu Azrael ha estat descrit per diverses fonts com un antic universitari i campió de taekwondo, encara que altres fonts suggereixen que eixa podria ser una biografia inventada. També s'ha afirmat que Abu Azrael és un pare de família amb cinc fills, i que viu una vida normal quan no està al camp de batalla.
S'ha afirmat que ha esdevingut una figura popular per representar una imatge semblant a la violència i brutalitat de l'ISIS. Per exemple, hi ha imatges seues on apareix portant espases i destrals, a banda de rifles moderns. També s'ha afirmat que la seua calba i barba fan que tinga una imatge colpidora.
El 27 d'agost de 2015 va aparèixer a YouTube un vídeo on Abu Azrael cremava viu un jihadista sunnita i tallava el seu cos amb una espasa.